# Silene holzmannii
Silene holzmannii là loài thực vật có hoa thuộc họ Cẩm chướng. Loài này được Heldr. ex Boiss. miêu tả khoa học đầu tiên năm 1888.